# Partit Comunista de l'Azerbaidjan
El Partit Comunista de l'Azerbaidjan (en àzeri: Azərbaycan Kommunist Partiyası; en rus: Коммунистическая партия Азербайджана) va ser un partit comunista que controlava la República Socialista Soviètica de l'Azerbaidjan entre 1920 i 1991. El PCA formava part del Partit Comunista de la Unió Soviètica. Entre 1969 i 1982, Heidar Alíev (que més tard es va convertir en el President de la República de l'Azerbaidjan independent) va ser el president del PCA. Durant el 33è Congrés del Partit Comunista de la República Socialista Soviètica de l'Azerbaidjan, celebrat el 16 de setembre de 1991, es va decidir per àmplia majoria la seva dissolució, tres mesos abans de la dissolució de l'URSS. Les forces comunistes del país es van dividir en diferents faccions, les quals al seu torn, es van organitzar en quatre partits polítics distintos: Partit Comunista de l'Azerbaidjan (Post-soviètic), Partit Comunista de l'Azerbaidjan (Plataforma del marxisme-leninisme), Partit Comunista Unit de l'Azerbaidjan i Partit Reformista Comunista de l'Azerbaidjan.

## Primers secretaris del Partit Comunista de l'Azerbaidjan de l'RSS de l'Azerbaidjan
| No. | Nom                       | Inici del mandat   | Fi del mandat       |
| --- | ------------------------- | ------------------ | ------------------- |
| 1   | Mirza Davud Huseynov      | 12 febrer de 1920  | 23 octubre de 1920  |
| 2   | Grigory Kaminsky          | 23 octubre de 1920 | Juliol de 1921      |
| 3   | Serguei Kírov             | Juliol de 1921     | Gener de 1926       |
| 4   | Levon Mirzoyan            | Gener de 1926      | Agost de 1929       |
| 5   | Nikolay Gikalo            | Agost de 1929      | Juny de 1930        |
| 6   | Vladimir Polonsky         | Juny de 1930       | Novembre de 1933    |
| 7   | Ruben Rubenov (Mkrtchyan) | 1 gener de 1933    | 12 desembre de 1933 |
| 8   | Mir Jafar Baghirov        | Novembre de 1933   | Juliol de 1953      |
| 9   | Mir Teymur Yaqubov        | Juliol de 1953     | Febrer de 1954      |
| 10  | Imam Mustafayev           | 7 febrero de 1954  | 12 juny de 1959     |
| 11  | Veli Akhundov             | 11 juliol de 1959  | 14 juliol de 1969   |
| 12  | Heidar Alíev              | 14 juliol de 1969  | 3 desembre de 1982  |
| 13  | Kamran Baghirov           | 3 desembre de 1982 | 21 maig de 1988     |
| 14  | Abdulrahman Vezirov       | 21 maig de 1988    | 20 gener de 1990    |
| 15  | Aizaz Mutalibov           | 24 gener de 1990   | 16 setembre de 1991 |